# 亮鸚竺鯛
亮鸚竺鯛（學名：Ostorhinchus selas），又稱亮天竺鯛，為輻鰭魚綱鈎頭魚目天竺鯛科鸚竺鯛屬的一個種。

## 分布
本魚分布於西太平洋區，包括日本、菲律賓、印尼、新幾內亞、澳洲、索羅門群島、帛琉及新喀里多尼亞等海域。

## 深度
水深3－45公尺。

## 特徵
本魚體延長而側扁，眼大，口大略下位。魚體略透明呈褐色，體側中央有一鑲銀邊的紅褐色縱帶貫穿整個魚體，腹部顏色較淡，尾柄有一黑色大眼斑，背鰭硬棘7－8枚；背鰭軟條9枚；臀鰭硬棘2枚；臀鰭軟條8枚，體長可達4公分。

## 生態
本魚棲息於具沙底質珊瑚礁區，成小群游動，白天躲藏於岩架下或岩洞中，夜間出來覓食，屬肉食性。繁殖期時，雄魚具有口孵習性，卵約7日化成仔魚，由雄魚吐出，具短暫的仔魚飄浮期。

## 經濟利用
不具任何經濟價值。